# KBS 뉴스타임 (1500)
《KBS 뉴스타임 (1500)》(KBS NEWS TIME (1500))은 KBS 2TV에서 매주 평일 오후 3시에 방송 중인 뉴스 프로그램이다.

## 기획 의도
- 2TV의 발빠른 뉴스 KBS 뉴스타임! 종합뉴스 취약 시간대에 속보성 위주의 소식을 발빠르게 전달합니다. 1TV 정통 뉴스에서 다루지 못한 생활 밀착형 소식과 연성 소식도 만나 볼 수 있습니다.
- KBS 2TV의 단신 뉴스 형태의 오후 단신 뉴스 프로그램이다.

## 개요
- 정식 타이틀은 KBS 뉴스타임으로, 방송 외적으로는 KBS 3시 뉴스타임, KBS 오후 3시 뉴스타임으로 읽는다.

## 방송 시간
- 현재 방송 시간은 2019년 9월 16일의 오후 3시 이후를 기준으로 한다.
- KBS 1TV에서 KBS 뉴스특보가 오후 3시 이후 시간대에 편성되어 있거나 공휴일에는 방송되지 않는다.

| 방송 채널 | 방송 기간                           | 방송 시간                                                       |
| --------- | ----------------------------------- | --------------------------------------------------------------- |
| KBS 2TV   | 1996년 3월 4일 ~ 1996년 5월 10일    | 평일 오전 11시 ~ 11시 10분 (10분)                               |
| KBS 2TV   | 1996년 5월 13일 ~ 1997년 5월 16일   | 평일 오전 10시 50분 ~ 11시 (10분)                               |
| KBS 2TV   | 1997년 10월 20일 ~ 1997년 12월 31일 | 평일 오전 10시 50분 ~ 11시 (10분)                               |
| KBS 2TV   | 1997년 5월 19일 ~ 1997년 10월 17일  | 평일 오전 10시 50분 ~ 11시 (10분) 평일 오후 4시 ~ 4시 5분 (5분) |
| KBS 2TV   | 2000년 10월 9일 ~ 2001년 11월 2일   | 평일 오후 4시 ~ 4시 10분 (10분)                                 |
| KBS 2TV   | 2010년 5월 10일 ~ 2012년 2월 24일   | 평일 오후 3시 ~ 3시 5분 (5분)                                   |
| KBS 2TV   | 2012년 2월 27일 ~ 2013년 4월 5일    | 평일 오후 3시 30분 ~ 3시 35분 (5분)                             |
| KBS 2TV   | 2013년 4월 8일 ~ 2013년 10월 18일   | 평일 오후 3시 ~ 3시 10분 (10분)                                 |
| KBS 2TV   | 2019년 9월 16일 ~ 2023년 10월 20일  | 평일 오후 3시 ~ 3시 10분 (10분)                                 |
| KBS 2TV   | 2013년 10월 21일 ~ 2019년 9월 13일  | 평일 오후 2시 ~ 2시 10분 (10분)                                 |
| KBS 2TV   | 2023년 10월 23일 ~ 현재             | 평일 오후 3시 ~ 3시 15분 (15분)                                 |

## 앵커
| 대수 | 진행자                          | 진행 기간                           | 비고         |
| ---- | ------------------------------- | ----------------------------------- | ------------ |
| 1대  | 홍소연 아나운서                 | 1997년 5월 19일 ~ 1997년 10월 17일  |              |
| 2대  | 유지철 아나운서                 | 2000년 10월 9일 ~ 2001년 11월 2일   |              |
| 3대  | 이수정 기자                     | 2010년 5월 10일 ~ 2010년 7월 14일   |              |
| 4대  | 이현주 아나운서                 | 2010년 7월 15일 ~ 2010년 12월 31일  |              |
| 5대  | 윤수영 아나운서                 | 2011년 1월 3일 ~ 2012년 11월 16일   | [ 3 ]        |
| 6대  | 이승연 아나운서                 | 2012년 11월 19일 ~ 2013년 4월 5일   |              |
| 7대  | 장수연 아나운서                 | 2013년 4월 8일 ~ 2013년 10월 18일   |              |
| 8대  | 김재홍 아나운서                 | 2013년 10월 21일 ~ 2014년 12월 31일 | [ 6 ]        |
| 9대  | 차다혜 前 아나운서              | 2015년 1월 2일 ~ 2015년 4월 3일     | [ 7 ]        |
| 10대 | 김재홍 아나운서                 | 2015년 4월 6일 ~ 2016년 7월 22일    | [ 9 ] [ 10 ] |
| 11대 | 이규봉 아나운서실 아나운서1부장 | 2016년 7월 25일 ~ 2018년 12월 31일  | [ 12 ]       |
| 12대 | 이상호 아나운서                 | 2019년 1월 2일 ~ 2020년 1월 30일    | [ 14 ]       |
| 13대 | 신성원 아나운서                 | 2020년 2월 3일 ~ 2020년 2월 21일    |              |
| 14대 | 김윤지 前 아나운서              | 2020년 7월 6일 ~ 2023년 4월 28일    | [ 16 ]       |
| 15대 | 이광엽 아나운서                 | 2023년 5월 1일 ~ 2023년 11월 13일   | [ 18 ]       |
| 16대 | 장수연 아나운서                 | 2023년 11월 14일 ~ 2023년 12월 22일 | [ 19 ]       |
| 17대 | 한상헌 아나운서                 | 2023년 12월 26일 ~ 2024년 2월 8일   |              |
| 18대 | 이슬기 아나운서                 | 2024년 2월 13일 ~ 현재              | [ 20 ]       |

## 타이틀 변천사
| 기수 | 프로그램 타이틀 | 방송 기간                         |
| ---- | --------------- | --------------------------------- |
| 1기  | KBS 2TV 뉴스    | 1996년 3월 4일 ~ 1997년 10월 17일 |
| 2기  | KBS 뉴스        | 1997년 10월 20일 ~ 2010년 5월 7일 |
| 3기  | KBS 뉴스타임    | 2010년 5월 10일 ~ 현재            |

## 결방
- 2017년 9월 4일부터 2018년 2월 2일까지는 KBS의 총파업으로 인해 결방되었다.
- 2018년에는 남북정상회담과 북미정상회담 방송 관계로 결방되었다.
- 2019년 9월 12일부터 2019년 9월 13일까지는 추석 연휴로 인해 결방되었다.
- 2020년 2월 24일부터 2020년 7월 3일까지는 KBS 1TV 코로나19 통합뉴스룸의 편성으로 인해 결방되었다.
- 2020년 11월 4일에는 전교톱10 핫클립의 편성으로 인해 결방되었다.
- 2020년 12월 16일에는 생활의 발견 스페셜의 편성으로 인해 결방되었다.
- 2021년 6월 2일에는 생활의 발견 스페셜의 편성으로 인해 결방되었다.
- 2022년 2월 24일에는 생활의 발견 스페셜의 편성으로 인해 결방되었다.
- 2022년 9월 5일 KBS 1TV → 2TV 변경 생방송 중 49회 한국방송대상 편성으로 인해 결방되었다.
- 2023년 4월 11일에는 와일드맵 플러스 스페셜의 편성으로 인해 결방되었다.
- 2023년 7월 17일부터 2023년 7월 18일까지는 생활의 발견 스페셜의 편성으로 인해 결방되었다.
- 2023년 8월 10일에는 생활의 발견 스페셜의 편성으로 인해 결방되었다.
- 2023년 9월 25일부터 2023년 10월 6일까지는 2022 항저우 하계 아시안 게임 중계방송 관련 편성으로 인해 결방되었다.
- 2024년 2월 1일에는 동계 청소년 올림픽 중계방송 관련 편성으로 인해 결방되었다.
- 2024년 2월 16일, 2월 23일에는 세계탁구선수권대회 중계방송 관련 편성으로 인해 결방되었다.
- 2024년 2월 21일에는 법무부-행정안전부 합동 발표 연설 브리핑 관련 KBS 1TV KBS 뉴스특보의 편성으로 인해 결방되었다.
- 2024년 7월 18일에는 생활의 발견 스페셜의 편성으로 인해 결방되었다.
- 2024년 7월 29일부터 2024년 8월 9일까지는 2024 파리 올림픽 중계방송 관련 편성으로 인해 결방되었다.
- 2024년 9월 2일에는 추석 대비 일일 응급의료 대책 합동 발표 연설 브리핑 관련 KBS 1TV KBS 뉴스특보의 편성으로 인해 결방되었다.
- 2024년 10월 23일에는 KBS 총파업으로 인해 결방되었다.
- 2024년 11월 25일에는 KBS 월드 24의 편성으로 인해 결방되었다.
- 2024년 11월 27일에는 생활의 발견 스페셜의 편성으로 인해 결방되었다.
- 2024년 12월 4일에는 생활의 발견 스페셜의 편성으로 인해 결방되었다.
- 2024년 12월 6일에는 팔도밥상 스페셜의 편성으로 인해 결방되었다.
- 2024년 12월 9일에는 팔도밥상 스페셜의 편성으로 인해 결방되었다.
- 2024년 12월 10일에는 트레킹노트 세상을 걷다 스페셜의 편성으로 인해 결방되었다.
- 2024년 12월 11일에는 팔도밥상 스페셜의 편성으로 인해 결방되었다.
- 2024년 12월 12일에는 꿀잼 영화가 좋다 재방송의 편성으로 인해 결방되었다.
- 2024년 12월 13일에는 팔도밥상 스페셜의 편성으로 인해 결방되었다.
- 2024년 12월 30일에는 팔도밥상 스페셜의 편성으로 인해 결방되었다.
- 2025년 1월 1일에는 《셀럽병사의 비밀 (재방송)》 편성으로 인해 결방되었다.
- 2025년 1월 3일에는 팔도밥상 스페셜의 편성으로 인해 결방되었다.
- 2025년 1월 15일에는 팔도밥상 스페셜의 편성으로 인해 결방되었다.
- 2025년 1월 16일에는 놓친 예능 따라잡기 재방송의 편성으로 인해 결방되었다.
- 2025년 1월 21일에는 생활의 발견 스페셜의 편성으로 인해 결방되었다.
- 2025년 2월 10일에서 2025년 2월 14일에는 하얼빈 동계 아시안 게임 중계방송으로 인해 결방되었다.
- 2025년 2월 18일에는 생활의 발견 스페셜의 편성으로 인해 결방되었다.
- 2025년 2월 20일에는 생활의 발견 스페셜의 편성으로 인해 결방되었다.
- 2025년 5월 1일에는 생활의 발견 스페셜의 편성으로 인해 결방되었다.
- 2025년 5월 23일에는 2025 인천국제양궁선수권대회 중계방송 관련 편성으로 인해 결방되었다.
- 2025년 6월 25일에는 무엇이든 물어보세요 스페셜의 편성으로 인해 결방되었다.
- 2025년 7월 14일에는 배경훈 과학기술 정보통신부 장관 후보자 국회 인사청문회 중계방송 관련 편성으로 인해 결방되었다.
- 2025년 7월 16일에는 김영훈 고용노동부 장관 후보자 국회 인사청문회 중계방송 관련 편성으로 인해 결방되었다.
- 2025년 7월 17일에는 조현 외교부 장관 후보자 국회 인사청문회 중계방송 관련 편성으로 인해 결방되었다.
- 2025년 7월 18일에는 윤호중 행정안전부 장관 후보자 국회 인사청문회 중계방송 관련 편성으로 인해 결방되었다.
- 2025년 8월 13일에는 수도권 집중호우 관련 KBS 1TV KBS 뉴스특보의 관련 편성으로 결방되었다.

## 경쟁 프로그램
- KBS 뉴스 2 (KBS 1TV)
- YTN 뉴스퀘어 2PM (YTN)
- 뉴스1번지 (연합뉴스TV)